# 三浦美幸
三浦 美幸（みうら みゆき、1949年10月21日 - ）は、日本の空手家。男性。国際空手道三浦道場首席師範。段位は八段。千葉県木更津市出身。
1972年の極真会館主催による、第4回オープントーナメント全日本空手道選手権大会でチャンピオンに輝いた。

## 来歴
船舶技師の息子として生まれる。兄弟は弟と妹。中学生で松濤館流空手道を始め、18歳の誕生日に黒帯弐段を取得する。若年時には柔道も経験し、17歳のときに初段も取得している。
1968年に城西大学入学後、添野義二が設立した極真会館傘下の空手道部に第三期生として入部し、再び白帯から始める。部の先輩には一期生の添野の他に、二期生の高木薫らがおり、同期には“幻の強豪”と称された吉岡幸男、後輩には六期生の花澤明がいる。
大学2年生の1969年に第1回オープントーナメント全日本空手道選手権大会に初出場したが、2回戦では三浦が相手を圧倒的に攻めていたが試合終了10秒前に上段回し蹴りをもらって一本負け。第2回大会は出場しなかったが、この大会で長谷川一幸の上段回し蹴りに一本負した佐藤勝昭とともに互いに優勝することを誓い合う。在学中は部内で稽古する他に極真会館本部道場にも出稽古に行き、山崎照朝の指導を受け、復帰してきた大山泰彦からも教わった。当時の城西大学空手道部の夏合宿は、四国支部長の芦原英幸のもとで行われていたのでそこでも学んでいた。1970年（昭和45年）6月22日に吉岡と共に極真カラテの黒帯（初段）を允許された。
1971年に部の主将に就いた。同年の添野道場主催の極真カラテ埼玉選手権大会に出場し、決勝で吉岡と対戦。吉岡の上段への蹴りとクリンチからの膝蹴りがポイントなり、三浦は判定負けした。同年の第3回全日本選手権では、Aブロック決勝で大山泰彦と激戦を繰り広げたが敗れ、第4位入賞。
1972年に大学を卒業後、本部道場の職員になる。当時は師範代の大山泰彦、郷田勇三、山崎照朝ら先輩の他には、後輩の佐藤勝昭、岸信行、磯部清次、大石代悟、東谷巧、東孝らがいた。同年10月22日に行われた第4回全日本選手権ではハワード・コリンズ、佐藤俊和らを破り、23歳で優勝を成し遂げた。
1973年4月13日に百人組手に挑戦。禁足が解かれたばかりの盧山初雄、添野義二、佐藤勝昭、大石代悟、東谷巧、ハワード・コリンズ他、茶帯などが対戦相手となったが、完遂した。同年、大山倍達よりシカゴ支部長に任命され、渡米。現地で指導に勤しむ。主な弟子にはギャリー・クルゼビッツがいる。
1984年には大山茂、泰彦らと共に極真会館を離脱し、国際大山空手道連盟の設立に参加した。2001年からは、独立して国際空手道三浦道場を発足させる。
2007年より年に数回来日をして国際武道空手連合としての活動を始める。活動の主な内容は講習会、大会の開催など。

## エピソード
映画『地上最強の空手2』（三協映画）で、三浦のアメリカでの指導や組手を観ることができる。
2010年10月20日に、株式会社クエストよりDVD『三浦美幸 空手基本の提言』を発売。日本での活動を見ることができる。